# Маллін (Техас)
Маллін (англ. Mullin) — місто (англ. town) в США, в окрузі Міллс штату Техас. Населення — 130 осіб (2020).

## Географія
Маллін розташований за координатами 31°33′19″ пн. ш. 98°39′57″ зх. д. / 31.55528° пн. ш. 98.66583° зх. д. (31.555205, -98.665704).  За даними Бюро перепису населення США в 2010 році місто мало площу 1,22 км², уся площа — суходіл.

## Демографія
Згідно з переписом 2010 року, у місті мешкало 179 осіб у 68 домогосподарствах у складі 43 родин. Густота населення становила 147 осіб/км².  Було 89 помешкань (73/км²).
Расовий склад населення:
| - 89,4 % — білих - 10,6 % — осіб інших рас |

До двох чи більше рас належало 0,0 %. Частка іспаномовних становила 18,4 % від усіх жителів.
За віковим діапазоном населення розподілялося таким чином: 29,1 % — особи молодші 18 років, 53,6 % — особи у віці 18—64 років, 17,3 % — особи у віці 65 років та старші. Медіана віку мешканця становила 37,5 року. На 100 осіб жіночої статі у місті припадало 101,1 чоловіків;  на 100 жінок у віці від 18 років та старших — 108,2 чоловіків також старших 18 років.
Середній дохід на одне домашнє господарство  становив 36 236 доларів США (медіана — 23 750), а середній дохід на одну сім'ю — 45 127 доларів (медіана — 42 500). За межею бідності перебувало 28,7 % осіб, у тому числі 40,6 % дітей у віці до 18 років та 0,0 % осіб у віці 65 років та старших.
Цивільне працевлаштоване населення становило 37 осіб. Основні галузі зайнятості: роздрібна торгівля — 40,5 %, освіта, охорона здоров'я та соціальна допомога — 35,1 %, оптова торгівля — 10,8 %, інформація — 5,4 %.